# Geneva (Iowa)
Pour les articles homonymes, voir Geneva.
Geneva est une localité du comté de Franklin dans l’État de l'Iowa, aux États-Unis. Elle comptait 171 habitants en 2000.